# 逐夢者太空飛機
逐夢者太空飛機（英語：Dream Chaser），是美國內華達山脈公司（英語：Sierra Nevada Corporation)正在開發的一型可重复使用的升力体太空飛機。逐夢者太空飛機最初是作为载人飞行器開發的，能夠攜帶最多七名乘客抵達近地軌道。後改為货运版本，將負責補給國際太空站提供加压和非加压物資补给。

## 設計
逐夢者太空飛機的设计概念源自美国宇航局最初的HL-20计划。逐夢者航天系統是一套可載人系統，設計目標是能運送兩至七名乘客及貨物致太空軌道上的目的地，例如國際太空站，內建發射逃逸系統並在需要時能完全自動飛行。Sierra Space目前根据CRS-2合同，在未来几年内执行向ISS的补给任务。
逐夢者设计为由火箭垂直发射，可使用多種不同發射載具，如火神半人馬座運載火箭和H3運載火箭，並以滑翔方式由太空反回降落於任何可作商用起降的跑道。在太空軌道上，逐夢者的設計是使用兩俱混合式火箭推進，而火箭燃料是無毒性及可儲存的端羥基聚丁二烯(HTPB)及一氧化二氮。與固體火箭不同，逐夢者使用的混合式火箭可反複啟動、關閉。其反推力系統使用以基於乙醇的燃料，穩定、安全，毒性又不如聯氨般強，因此在降落後可以即時開始後續的處理工作（這是穿梭機 (美國)所不及的）。其航天飞机隔热系统是用以二氧化矽為基礎的磚瓦及新的複合材料（TUFROC）造成。

## 圖片

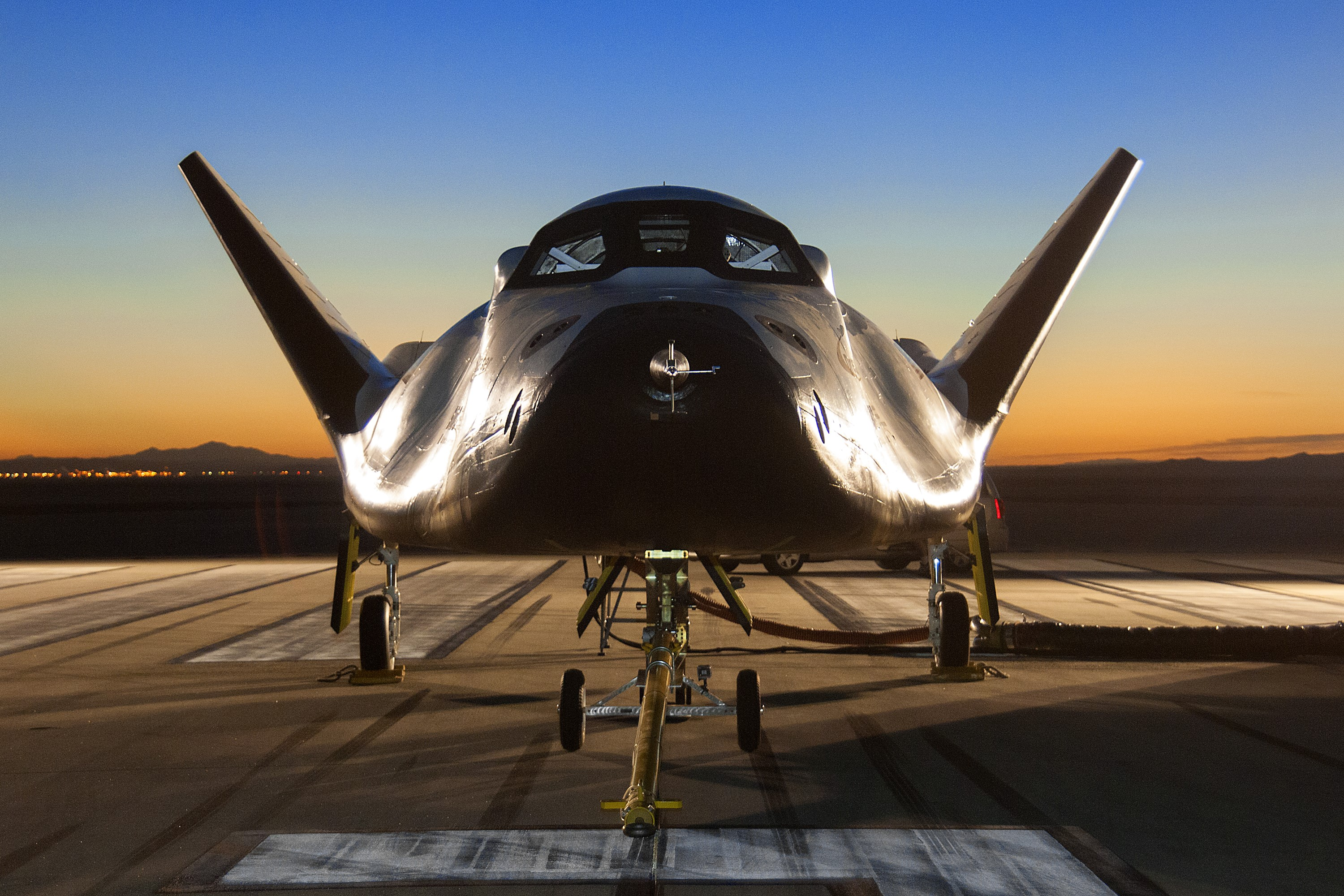
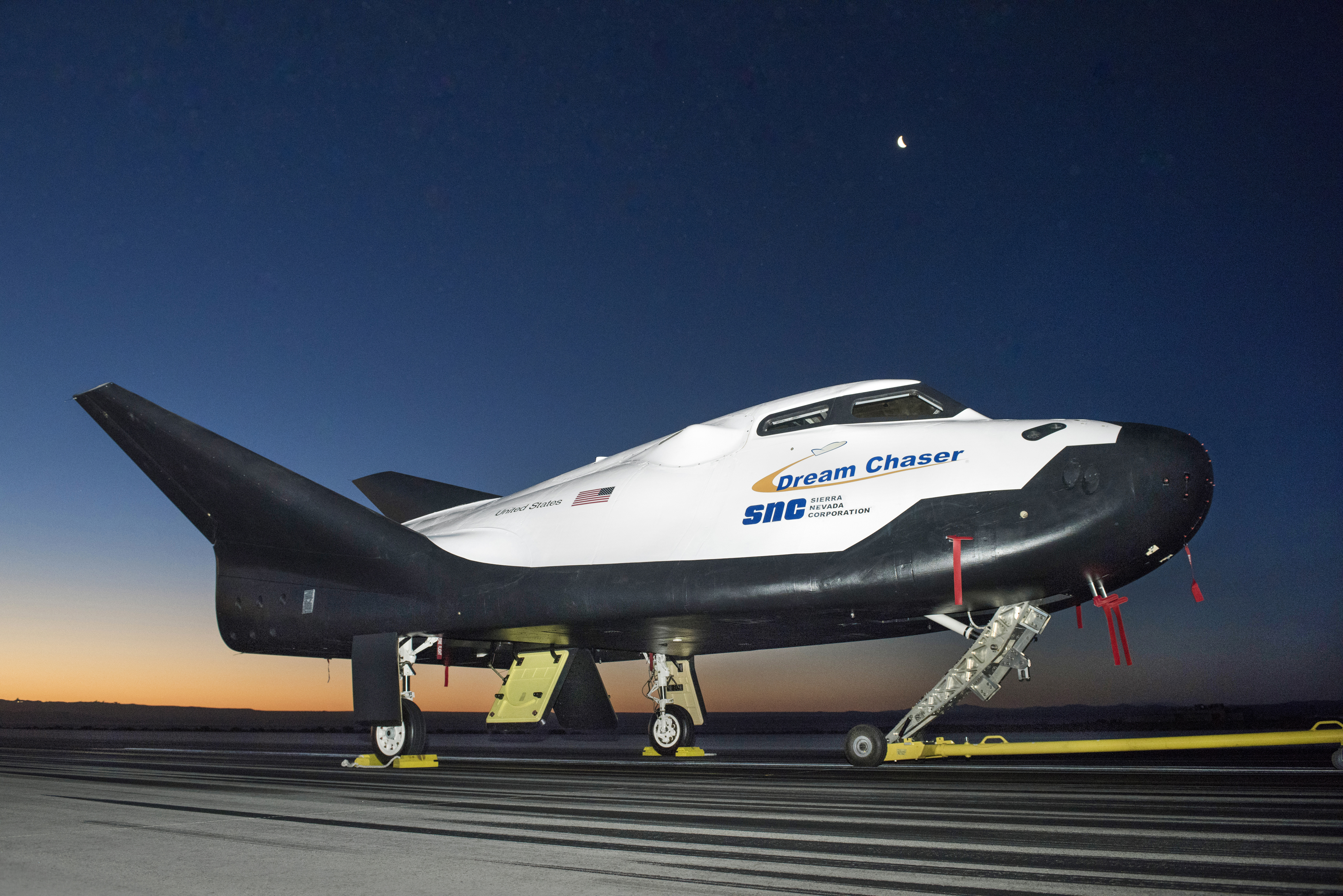
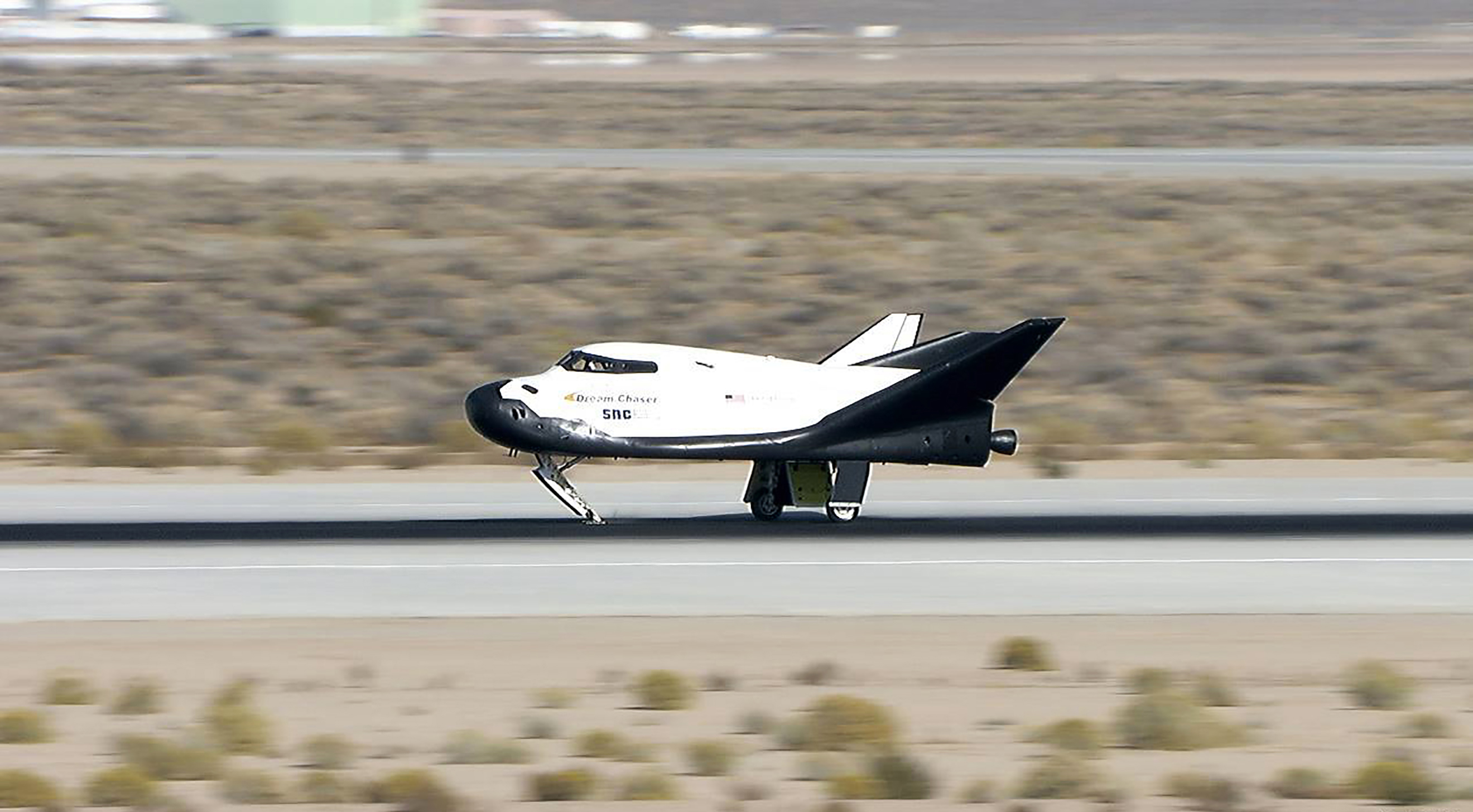
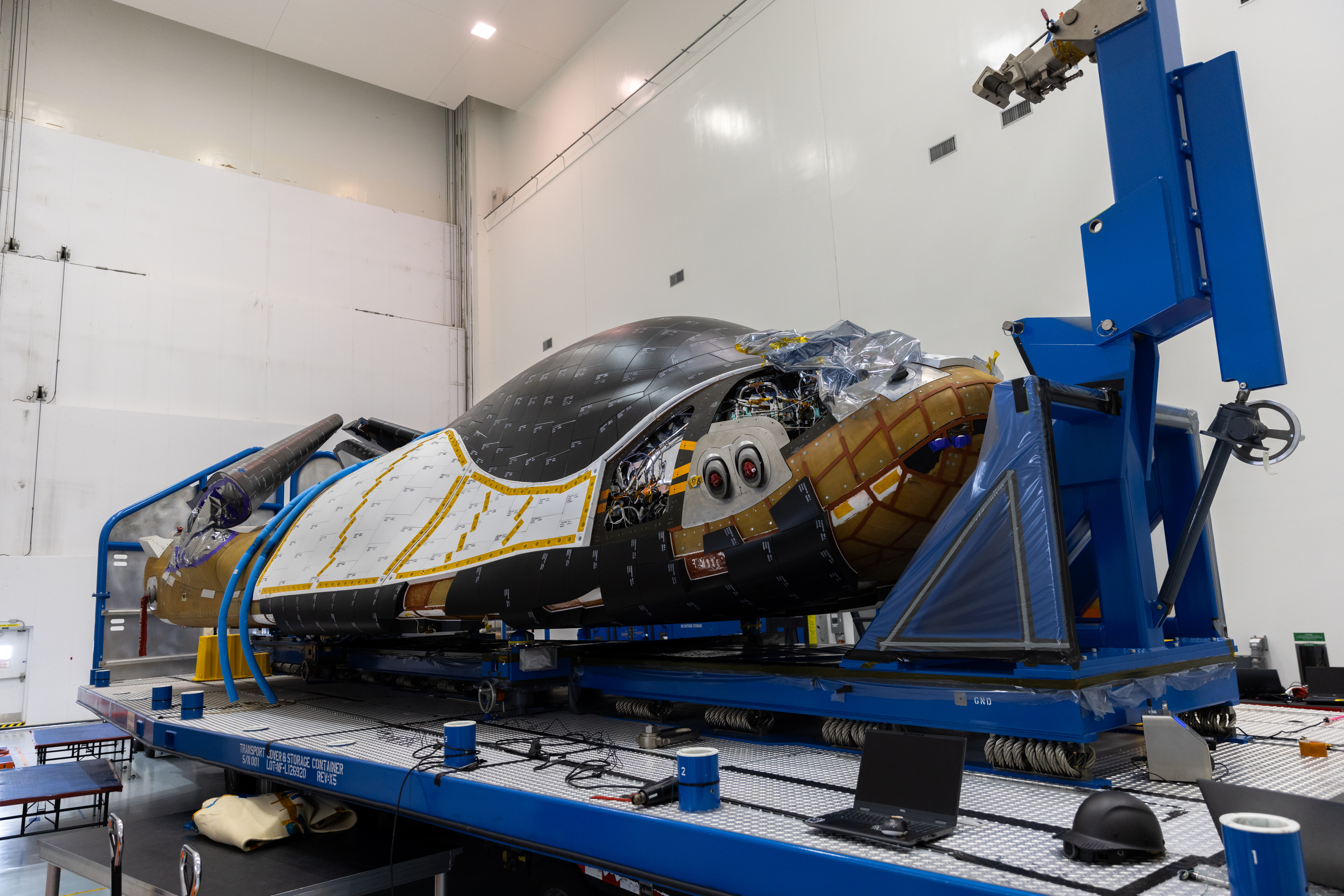
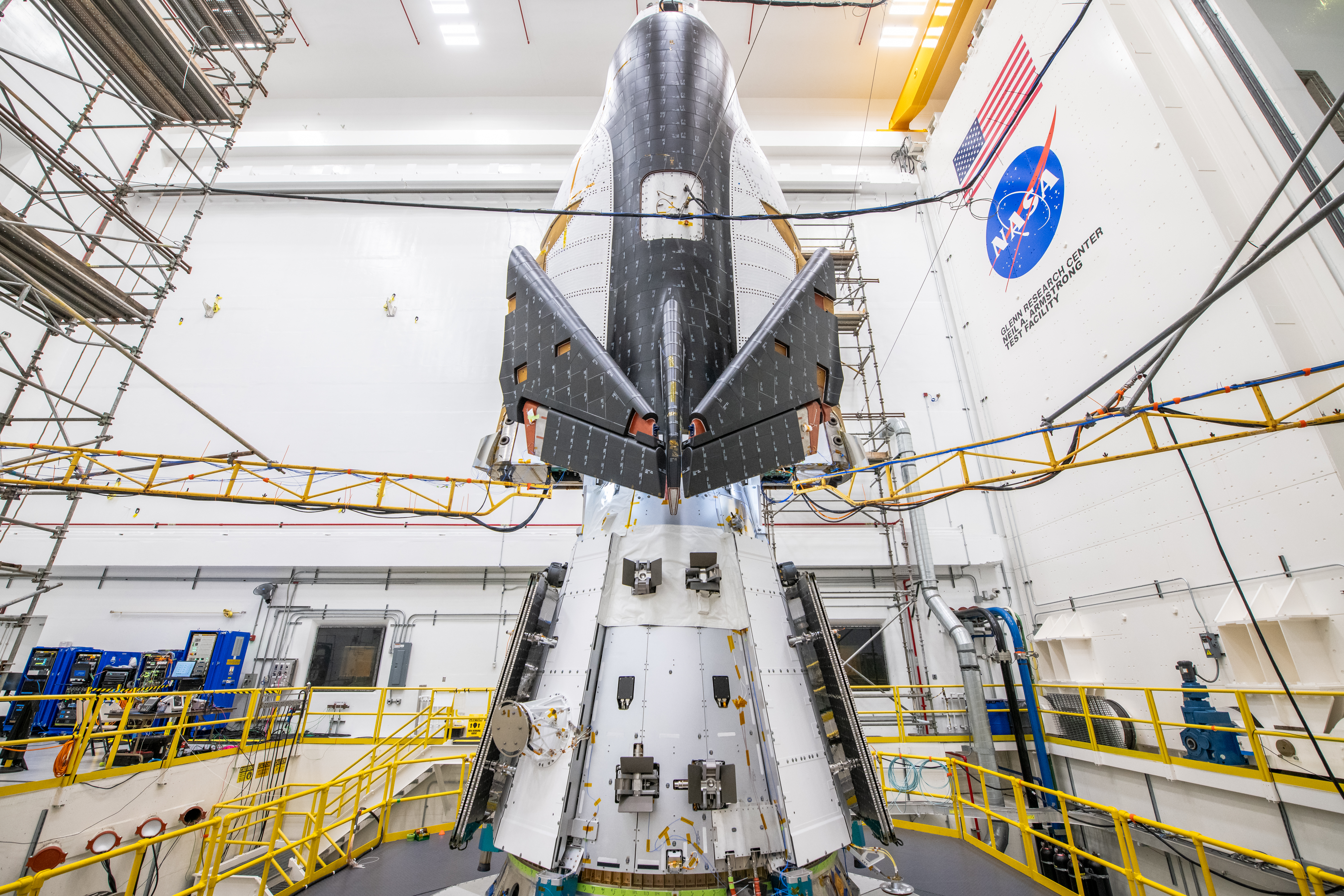

## 外部連結
- Sierra Nevada Corporation Space Systems web site
- SNC Space Systems' Dream Chaser page
- SpaceDev web site （页面存档备份，存于）
- United Launch Alliance web site （页面存档备份，存于）
- CG rendering of Dream Chaser servicing ISS （页面存档备份，存于）
- Video animation — SpaceDev International Lunar Observatory Human Servicing Mission concept （页面存档备份，存于）